# Dinamo Cremisi
Dinamo Cremisi (Crimson Dynamo; in russo Кра́сное Дина́мо?, traslitterato: Krasnoye Dinamo) è un personaggio dei fumetti creato da Stan Lee (testi) e Don Heck (disegni) pubblicato dalla Marvel Comics. La sua prima apparizione avviene in Tales of Suspense (vol. 1) n. 46 (ottobre 1963).
Dinamo Cremisi è considerato per certi versi la risposta sovietica ad Iron Man, in linea col clima anticomunista da Guerra Fredda tipico delle prime storie dell'eroe; nonostante nel corso della sua vita editoriale tale identità e la potente armatura rosso cremisi sia stata assunta da oltre una decina di personaggi differenti, hanno tutti in comune l'essere un agente sovietico o, successivamente, russo.

## Biografia dei personaggi

### Anton Vanko
Il professor Anton Vanko (in russo Анто́н Ва́нко?), è un fisico sovietico di origini armene, nonché uno dei massimi esperti mondiali di elettronica. Su commissione del suo governo costruisce l'armatura di Dinamo Cremisi, ricevendo poi l'incarico di servirsene per sconfiggere la sua controparte statunitense: Iron Man venendo tuttavia sconfitto. Temendo per la sua vita dopo tale fallimento, Vanko decide dunque di chiedere asilo in America unendosi alle Stark Industries e divenendo uno dei principali assistenti e amici di Stark, sviluppando al contempo una grande ammirazione verso la nuova patria. Quando però il KGB manda la Vedova Nera e Boris Turgenov a uccidere Iron Man e Vanko per poi prelevare la sua armatura, lo scienziato si sacrifica per salvare la vita a Stark uccidendo Turgenov con un'arma laser il cui rinculo lo carbonizza.

### Boris Turgenov
Boris Turgenov (in russo Борис Тургенов?), è un sicario del KGB inviato dall'Unione Sovietica assieme alla Vedova Nera per uccidere il professor Vanko, Tony Stark e Iron Man (allora considerati due persone differenti) nonché per recuperare l'armatura di Dinamo Cremisi. Nonostante riesca a rubare l'armatura e ad indossarla per affrontare Iron Man, la sua carriera di supercriminale viene immediatamente dopo stroncata da Vanko, che lo uccide sparandogli con un'arma laser e perdendo la vita a sua volta.

### Alex Nevsky
Aleksandr "Alex" Nevsky (in russo Александр "Алекс" Невский?, dal nome dell'omonimo eroe russo), è un giovane scienziato discepolo di Anton Vanko la cui brillante carriera viene rovinata nel momento in cui il mentore è costretto a fuggire negli USA ed egli, accusato di complicità col traditore, viene esiliato iniziando dunque a disprezzare sia l'Unione Sovietica che gli Stati Uniti, il cui sistema capitalistico, impersonato in Tony Stark, ritiene aver corrotto l'animo del suo mentore. Assunta l'identità fittizia di Alex Niven, si infiltra nelle Cord Industries nel tentativo di affossare Stark e, costruita una nuova armatura di Dinamo Cremisi, affronta Iron Man mostrandosi superiore ma attirando l'attenzione del KGB, che manda Titanium Man a ucciderlo, dando luogo a una battaglia che vede la morte di Janice Cord, figlia dell'amministratore delegato delle Cord Industries ed interesse sentimentale di Alex. L'evento alimenta l'odio dell'uomo verso Iron Man, che ritiene responsabile tanto quanto Titanium Man, anche se, in seguito, si allea con quest'ultimo e l'Uomo Radioattivo per sfuggire dal Vietnam. Dopo un ultimo tentativo di vendicarsi di Iron Man, Nevsky viene assassinato dal KGB, che confisca la sua armatura.

### Yuri Petrovich
Yuri Ivanovich Bezukhov (in russo Юрий Иванович Безухов?), noto anche come Yuri Petrovich (in russo Юрий Петрович?), è il figlio di Ivan Petrovich, storico addestratore e mentore della Vedova Nera. Dopo che la donna si ribella divenendo un'alleata degli Stati Uniti e dei Vendicatori, degli agenti dei servizi segreti americani tentano di convincere Ivan a fare lo stesso ma, dopo che questi rifiuta, essi uccidono sua moglie e, nel chaos successivo, Ivan e Yuri si perdono di vista convincendosi ciascuno della morte dell'altro. Successivamente il ragazzo viene catturato dal KGB, trasformato in un assassino, indottrinato a odiare l'America tramite lavaggio del cervello e fornito dell'armatura di Dinamo Cremisi confiscata a Nevsky. Messo a capo di un manipolo di agenti dotati di poteri (Stella Nera, Griffin, Rampage e Titanium Man), viene inviato a uccidere la Vedova Nera e Ivan, ma finisce per scontrarsi coi Campioni di Los Angeles e, scoperta la vera natura delle persone che ha imparato a odiare, impazzisce. Tornato in Russia viene esiliato in un campo di lavoro in Siberia.

### Dmitri Bukharin
Dmitri Bukharin (in russo Дмитрий Бухарин?), è un agente del KGB cui viene assegnata l'armatura Dinamo Cremisi di Nevsky dopo la deportazione di Yuri Petrovich. Inizialmente parte dei Super-Soldati Sovietici, viene successivamente espulso e in seguito allontanato dal governo del suo paese per ordine del colonnello generale Valentin Shatalov, che si impossessa della sua armatura. In seguito a tutto ciò, assume la nuova identità di Airstrike e diviene un alleato di Iron Man.

### Valentin Shatalov
Il colonnello generale Valentin Shatalov (in russo Валентин Шаталов?), è un ufficiale dell'esercito sovietico e agente del KGB di idee fortemente anti-mutanti intenzionato a far risorgere lo stalinismo in Russia. Dopo essersi impossessato dell'armatura di Dinamo Cremisi se ne serve per affrontare Iron Man, un gruppo di esuli mutanti e i Super-Soldati Sovietici, ritenuti traditori del governo. Dopo il crollo dell'Unione Sovietica la sua armatura viene potenziata e riappacifica le sue divergenze con Stark aiutandolo a affrontare Titanium Man, il quale non riesce a accettare il nuovo sistema di governo. Dopo che, nel corso dello scontro, Shatalov uccide Titanium Man, il governo lo solleva dal ruolo di Dinamo Cremisi poiché gli ordini impartitigli erano di prenderlo vivo.

### Gregar Valski
Gregar Valski (in russo Грегар Вальски?), è un uomo che ritrova e indossa l'armatura Dinamo Cremisi di Bukharin; le sue abilità nell'utilizzarla tuttavia sono minime e la sua breve carriera si interrompe dopo una battaglia contro Nick Fury e Capitan America.

### Gennady Gavrilov
Gennady Dmitrievich Gavrilov (in russo Геннадий Дмитриевич Гаврилов?), è uno studente russo che trova per caso l'elmo dell'armatura originale Dinamo Cremisi di Anton Vanko potenziato dagli scienziati FSB per permettere a chi lo indossa di controllare via satellite le parti che compongono l'armatura. Convinto che sia un sofisticato videogioco provoca non pochi problemi all'esercito russo realizzando solo alla fine la verità e decidendo di tenere segreta l'armatura.

### Dinamo Cremisi IX
L'innominato nono individuo che ha vestito i panni di Dinamo Cremisi è un criminale con indosso un'armatura realizzata dal Riparatore e assoldato da Lucia von Bardas durante la guerra segreta di Fury a Latveria.

### Dinamo Cremisi X
L'innominato decimo individuo che ha vestito i panni di Dinamo Cremisi è un rapinatore di banche che si impossessa dell'armatura del predecessore dopo che questa viene messa sul mercato nero; viene successivamente arrestato da Iron Man.

### Dinamo Cremisi XI
L'innominato undicesimo individuo che ha vestito i panni di Dinamo Cremisi è un agente sovietico ibernato prima del finire della Guerra Fredda, risvegliato da un'enorme esplosione provocata accidentalmente dal supergruppo "The Order" e morto durante il successivo scontro con essi.

### Boris Vadim
Boris Vadim (in russo Борис Вадим?), è un soldato russo che sostituisce Shatalov come Dinamo Cremisi venendo inserito nel supergruppo chiamato Guardia d'Inverno, affrontando Iron Man, She-Hulk, il Generale Ross, Doc Samson e Maria Hill quando questi si recano in Russia per indagare sulla morte di Abominio (per mano di Hulk Rosso). In seguito, durante l'invasione segreta degli Skrull, ignora gli ordini dei suoi superiori e aiuta War Machine ad affrontare un intero plotone di alieni. Qualche tempo dopo affronta un ex-agente sovietico mutato venendo divorato.

### Galina Nemirovsky
Galina Nemirovsky (in russo Галина Немировски?), è una soldatessa russa di origini ucraine che sostituisce Vadim come Dinamo Cremisi divenendo la prima donna a rivestire tale ruolo nonché, stando ai suoi superiori, la migliore pilota che l'armatura abbia mai avuto. Successivamente radiata per insubordinazione, Galina tiene per sé l'armatura e diviene una mercenaria venendo assoldata dal Mandarino e da Zeke Stane per affrontare Iron Man.

## Poteri e abilità
Dinamo Cremisi indossa una potente armatura esoscheletrica che gli conferisce forza e velocità sovrumane, una resistenza allo strenuo dell'invulnerabilità e la capacità di volare raggiungendo velocità fino a Mach-8. Tale armatura, originariamente inventata e assemblata da Anton Vanko, è costituita da una matrice allineata molecolarmente di ferro, carbonio e altre leghe in misura minore, oltre ad essere alimentata da un complesso circuito elettrico che consente l'emissione d'energia e l'auto-alimentazione del sistema, completo di computer interno e radiotrasmettitore. Altre dotazioni balistiche tipiche dell'armatura sono i lanciaraggi da polso e varie tipologie di missili emessi dalle spalle.
Nel corso degli anni, l'armatura è stata costantemente rimaneggiata ed aggiornata da diversi scienziati, evolvendo notevolmente dalla sua versione originale; particolarmente degne di nota sono: la versione di Nevsky e Yuri Petrovich, dotata di un design più morbido e formoso; la versione di Bukharin, che favorisce sia movimenti che capacità difensive; la versione di Shatalov, completa di una potente arma simile all'uniraggio nel petto e la versione di Gavrilov, manovrabile a distanza.

## Altre versioni

### Rinascita degli Eroi
Nell'universo de La Rinascita degli Eroi, Anton Vanko (Dinamo Cremisi) è membro dei Signori del male di Loki nonché ex-difensore della Russia assieme a Titanium Man, con cui condivide un forte rancore verso Iron Man.

### House of M
Nella realtà alternativa di House of M, Dinamo Cremisi è Yuri Petrovich, membro dei Super-Soldati Sovietici.

### Marvel Zombi
Nella serie Marvel Zombi, Dinamo Cremisi viene contagiato dopo essere stato morso da Iron Man.

### Ultimate
Nell'universo Ultimate, la vera identità di Dinamo Cremisi è il giovane soldato cinese Alex Su membro del gruppo di supercriminali noto come i Liberatori, creato per impedire agli Stati Uniti d'America di conquistare il mondo. Fusosi permanentemente con un'armatura di titanio rubata alle Stark Industries al fine di sconfiggere Iron Man, assieme ai Liberatori attacca New York provocando l'intervento degli Ultimates e morendo per mano di Stark nel successivo scontro tra i due gruppi di superumani.
La versione Ultimate di Valentin Shatalov (in russo Валентин Шаталов?) compare in seguito come maggiore sovietico dotato di una potente armatura e considerato "l'Iron Man esteuropeo" rifugiatosi in una baracca in Siberia lontano dai suoi superiori per non dover più ricevere ordini; ritorna in attività per aiutare gli UFF ad affrontare il Fantasma Rosso.

## Altri media

### Cinema

#### Marvel Cinematic Universe
- Mickey Rourke[33] interpreta Ivan Antonovich Vanko (in russo Ива́н Анто́нович Ва́нко?) in Iron Man 2 (2010). Ivan, che mescola in sé aspetti di Blacklash, Whiplash e Dinamo Cremisi, è figlio di Anton Vanko (in russo Анто́н Ва́нко?), interpretato da Evgeniy Lazarev, ex-collaboratore di Howard Stark al progetto del Reattore Arc, fatto condannare per la vendita di plutonio e deportato in Siberia. A causa di ciò Ivan nutre il massimo disprezzo per gli Stark, che considera il motivo della rovina della sua famiglia e, alla morte del padre, mette in atto un piano per vendicarsi recandosi a Monaco con un passaporto falso intestato a "Boris Turgenov" (in russo Борис Тургенов?)[34].
- Nel film Black Widow (2021), Yelena (interpretata da Florence Pugh) chiama scherzosamente Dinamo Cremisi al Guardiano Rosso (interpretato da David Harbour).

### Televisione

Il Dinamo Cremisi originale in The Marvel Super Heroes

- Dinamo Cremisi, nelle versioni di Anton Vanko e Boris Turgenov, compare nel segmento dedicato a Iron Man di The Marvel Super Heroes.
- La versione di Yuri Petrovich di Dinamo Cremisi compare in due episodi della serie animata del 1994 Iron Man.
- Dinamo Cremisi è un personaggio ricorrente in Iron Man: Armored Adventures.
- Il Dinamo Cremisi di Valentin Shatalov compare in un episodio di Super Hero Squad Show.
- Dinamo Cremisi, nella versione di Vanko, è un personaggio ricorrente in Avengers - I più potenti eroi della Terra.
- Anton Vanko, interpretato da Costa Ronin, compare nella serie televisiva Agent Carter[35]. Tale versione è la controparte giovane del personaggio interpretato da Evgeniy Lazarev in Iron Man 2.
- Il personaggio è presente in un episodio di Avengers Assemble.
- Dinamo Cremisi compare nell'anime Disk Wars: Avengers.

### Videogiochi
- Dinamo Cremisi è il principale antagonista del videogioco per Game Boy Advance The Invincible Iron Man.
- Valentin Shatalov, nei panni di Dinamo Cremisi, è un membro dei Signori del male in Marvel: La Grande Alleanza.
- Il personaggio compare in Marvel Super Hero Squad.
- Nell'adattamento videoludico di Iron Man 2, la versione di Shatalov di Dinamo Cremisi è il principale antagonista.
- Dinamo Cremisi è un boss di fine livello in Marvel: Avengers Alliance.
- Il personaggio compare come avversario ricorrente in Iron Man 3, basato sull'omonimo film.
- È un personaggio giocabile dopo averlo aiutato a ridipingere la sua armatura in LEGO Marvel's Avengers.

### Musica
- Dinamo Cremisi viene citato nella traccia Magneto and Titanium Man del singolo Venus and Mars/Rock Show degli Wings.